# Marquesat de Mortara
El Marquesat de Mortara és un títol nobiliari espanyol de caràcter hereditari que va ser concedit el 13 de setembre de 1614 a Itàlia pel rei Felip III d'Espanya a Rodrigo de Orozco Ribera y Castro, Mestre de Camp, general de l'exèrcit i Governador d'Alexandria de la Pulla (Itàlia). El rei Carles III d'Espanya li va atorgar la Grandesa d'Espanya el 27 de gener de 1767.
Dins dels seus titulars destaca la figura de Francisco de Orozco y Ribera, II marquès, que va participar activament en la Guerra dels Segadors, fou dues vegades Virrei de Catalunya i governador del Milanesat, a qui li van ser concedits el marquesat d'Olías i el marquesat de Zarreal.
La seva denominació fa referència a la localitat de Mortara, en la província de Pavía, regió de Llombardia.

## Marquesos de Mortara
|                                       | Titular                                             | Període               |
| Creació per Felip III                 | Creació per Felip III                               | Creació per Felip III |
| ------------------------------------- | --------------------------------------------------- | --------------------- |
| I                                     | Rodrigo de Orozco Ribera y Castro                   | 1614-                 |
| II                                    | Francisco de Orozco y Ribera                        |                       |
| III                                   | Juan Antonio de Orozco y Manrique de Lara           |                       |
| IV                                    | Francisco de Orozco Manrique de Lara y Zapata       |                       |
| V                                     | Ana María de Orozco Manrique de Lara y Villela      |                       |
| VI                                    | Joaquín Antonio de Osorio y Orozco Manrique de Lara |                       |
| VII                                   | Benito Osorio de Orozco y Lasso de la Vega          |                       |
| ...                                   |                                                     |                       |
| Rehabilitat per Alfons XIII en 1920   |                                                     |                       |
| IX                                    | Francisco Moreno Zuleta                             | 1920-1963             |
| ..                                    |                                                     |                       |
| Rehabilitat per Joan Carles I en 2004 |                                                     |                       |
| ..                                    | Francisco de Asís Moreno y Landahl                  | 2005-actual titular   |

## Història dels marquesos de Mortara
- Rodrigo de Orozco Ribera y Castro, I marquès de Mortara.

1. Casat amb Vittoria Porcia. El succeí el seu fill:

- Francisco de Orozco y Ribera, II marquès de Mortara, I marquès de Zarreal, I marquès d'Olías.

1. Va casar amb Isabel Manrique de Lara. El va succeir el seu fill:

- Juan Antonio de Orozco y Manrique de Lara, III marquès de Mortara, II marquès d'Olías, II marquès de Zarreal, (marquès de Sarrial i marquès de Cabra, a Portugal).

1. Va casar amb María Micaela Zapata y Chacón. El va succeir el seu fill:

- Francisco de Orozco Manrique de Lara y Zapata, IV marquès de Mortara, III marquès d'Olías, III marquès de Zarreal, (marquès de Sarrial i marquès de Cabra, a Portugal).

1. Va casar amb Isabel Antonia de Villela y Vega. El va succeir la seva filla:

- Ana María de Orozco Manrique de Lara y Villela, V marquesa de Mortara, VII duquessa de Ciudad Real, VI marquesa de San Damián, IV marquesa d'Olías, IV marquesa de Zarreal, VII comtessa d'Aramayona, VI comtessa de Lences, VIII comtessa de Triviana, comtessa de Barrica, vescomtessa d'Olías, vescomtessa de Villerías, VII contessa di Biandrina.

1. Va casar amb Vicente Osorio Guzmán Vega y Spínola. La va succeir el seu fill:

- Joaquín Antonio Osorio y Irozco Manrique de Lara, VI marquès de Mortara, VIII duc de Ciudad Real, VII marquès de San Damián, V marquès d'Olías, V marquès de Zarreal, VIII comte d'Aramayona, VII comte de Lences, IX comte de Triviana.

1. Va casar amb Rafaela Lasso de la Vega. El va succeir el seu fill:

- Benito Osorio Orozco y Lasso de la Vega, VII marquès de Mortara, IX duc de Ciudad Real, IX marquès de San Damián, VI marquès d'Olías, VI marquès de Zarreal, IX comte d'Aramayona, VIII comte de Lences.

1. Va casar amb María Paula de Mena y Benavides. Sense descendents.
2. Va casar amb Josefa Dominga de Carroz Centelles Catalá de Valeriola (1764-1814), III duquessa d'Almodóvar del Río, VII comtessa de Canalejas.

Rehabilitació en 1920:
- Francisco Moreno Zuleta (1881-1963), IX marquès de Mortara, VI comte dels Andes.

1. Casat amb María del Carmen Herrera y Herrera.

Rehabilitació en 2004:
- Francisco de Asís Moreno y Landahl, marquès de Mortara